# Église Saint-Nicolas de Rouvroy-sur-Serre
L'église Saint-Nicolas est un édifice religieux catholique située à Rouvroy-sur-Serre, en France.

## Localisation
L'église est située sur la commune de Rouvroy-sur-Serre, dans le département de l'Aisne.

## Historique
Avant la Révolution, la paroisse de Rouvroy était desservie par le vicaire de Rozoy ou par un chanoine du chapitre de Rozoy.
L'église ne portait que le titre de chapelle, le doyen du chapitre de Rozoy en avait le patronage et l'évêque de Laon en était collateur, cette chapelle possédait quarante-quatre Jalois un pugnet et demi de terres labourables, six fauchées et demie de pré, sur les terroirs de Rouvroy, Grandrieux, Raillimont et Aprémont. Vers 1729, les revenus annuels de ces immeubles s'élevaient à 136 livres, 6 sols. À cette époque, maître Jean-Nicolas Clouet, curé de Thierville, diocèse de Verdun, était chapelain de la chapelle séculière de Saint-Nicolas de Rouvroy dont les biens furent réunis par lui à la fabrique du chapitre de Rozoy .
L'église, fort petite et de forme rectangulaire, a été construite, en bois, en 1828. Les frais de construction ont été payés au moyen d'une souscription volontaire.